# T-Centralen
A T-Centralen a legnagyobb metróállomás Stockholmban, amely Norrmalmban helyezkedik el, körülbelül a Sergels torg és Vasagatan között. A T-Centralen állomást mindhárom metróvonal érinti, naponta mintegy 219 000 ember halad át rajta. 1958. január 27-éig csak Centralen volt a neve. A T a svéd tunnelbana (metró) szó első betűjét jelöli.

## Az 1. és 2. metrók állomásai
Az állomás 1957. november 24-én nyílt meg, mint a 38. metróállomás. Másfél kilométer hosszú és a Slussennél kezdődik. Végigvonul az 1. metró (zöld vonal) mentén Gamla stan és Högtorget irányában, valamint a 2. metró (piros vonal) mentén Gamla stan és Östermalmstorg irányában.
Két különböző peron van. A felső 8,5 méter mélyen az 1. metró északi és a 2. metró déli kijáratához vezet. A második peron 14 méter mélyen van és az 1. metró déli és a 2. metró északi kijáratához vezet.

### Bejáratok
Két bejárata van: délnyugat felől a Vasagatan 20-nál, Klara Västra Kyrkogatan 20 vagy a fő vasútállomás alagútján át, ami 1958. december 1-jén nyílt meg.
A második bejárat északkelet felől a Drottninggatan, Sergels torg 16 vagy Klarabergsgatan 48 felől.

## A 3. metró állomása
Az állomást 1975. augusztus 31-én nyitották meg, mint a 79. metróállomást. 700 méter hosszan húzódik Kungstträdgården felől. A 3. metró mellett vonul végig Kungstträdgården és Rådhuset irányában. Az állomás 23-32 méter mélyen van.

### Bejáratok
Két bejárata van. Az első a Vasagatan 9 vagy Vasagatan 36 felől. A második Sergels torg vagy Klarabergsgatan felől két mozgólépcsőn keresztül.